# Anaconda (oprogramowanie)

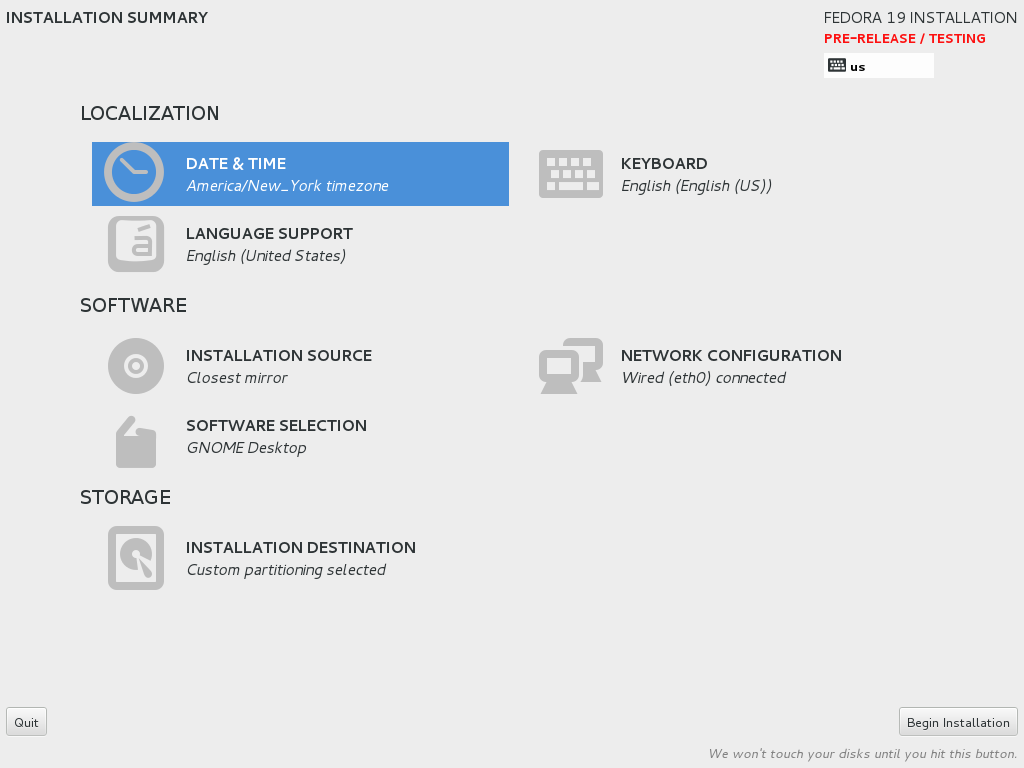
Anaconda installer (Fedora 19)

Anaconda jest oprogramowaniem ułatwiającym instalację niektórych z dystrybucji systemu operacyjnego Linux. Szczególnie są to systemy pochodne do Linux Red Hat. Anaconda jest napisana w C i częściowo w Pythonie, a jako środowiska graficznego używa pakietu PyGTK.